# Сангано
Санга̀но (на италиански: Sangano; на пиемонтски: Sangàn, Санган) е малък град и община в Метрополен град Торино, регион Пиемонт, Северна Италия. Разположен е на 340 m надморска височина. Към 1 януари 2020 г. населението на общината е 3729 души, от които 117 са чужди граждани.